# Spyro: Year of the Dragon
Spyro: Year of the Dragon (conosciuto anche come Spyro 3: Year of the Dragon) è un videogioco a piattaforme per PlayStation della saga Spyro the Dragon, sviluppato da Insomniac Games e pubblicato da Sony Computer Entertainment. È uscito nel Nordamerica il 10 ottobre 2000 e in Europa il 10 novembre 2000. Non è stato pubblicato in Giappone, a differenza dei precedenti titoli della serie.
Si tratta dell'ultimo capitolo della saga sviluppato dall'industria californiana, che ha poi continuato la produzione di videogiochi concentrandosi sulla saga Ratchet & Clank e affidando quella di Spyro alla Vivendi Games.
Intitolato dai suoi sviluppatori ispirandosi all'anno dello zodiaco cinese, Year of the Dragon racconta un'altra avventura del draghetto Spyro, che si ritroverà ora a dover affrontare un lungo viaggio attraverso i "Mondi Dimenticati", dopo che 150 uova della sua specie sono state rubate dal Regno dei Draghi da una malvagia Maga. Il gioco introduce diversi nuovi personaggi e minigiochi alla serie, oltre a nuove musiche e ad una grafica migliorata.
Negli USA Year of the Dragon ha raggiunto le due milioni di copie vendute e ha ricevuto diverse critiche positive da parte di molte riviste di videogiochi, tanto che sul noto sito GameRankings è stato classificato nella lista dei 20 migliori videogiochi per PlayStation di tutti i tempi. Esso sarà seguito dal multipiattaforma Spyro: Enter the Dragonfly.
Dal 12 dicembre 2012 è possibile scaricarlo su PlayStation 3 e PlayStation Portable tramite PlayStation Network, ma solo in lingua originale.
Un remake del gioco è incluso, insieme ai suoi 2 prequel, nella raccolta intitolata Spyro: Reignited Trilogy, pubblicata per PlayStation 4 e Xbox One il 13 novembre 2018 e il 3 settembre 2019 per Nintendo Switch e Microsoft Windows.

## Trama
Il gioco inizia con la celebrazione dell'Anno del Drago nel regno dei Draghi, quando ogni 12 anni queste creature depongono le uova che daranno vita ai loro cuccioli. Spyro, Sparx, Hunter e i loro amici festeggiano tutta la notte e, alla fine, cascano a terra sfiniti.
Mentre tutti stanno dormendo, però, da alcune strane buche nel terreno fanno capolino l'apprendista strega Bianca, una coniglietta al servizio della misteriosa Maga, e alcuni soldati rinoc, creature simili a rinoceronti, che, insieme, iniziano a rubare tutte le 150 uova deposte. Bianca calpesta involontariamente la coda di Hunter, che svegliandosi si accorge di ciò che sta accadendo ed avverte i compagni, ma è troppo tardi: le uova sono scomparse, insieme a Bianca e ai rinoc. Spyro, Sparx e Hunter sono così costretti a partire in un viaggio attraverso i Mondi Dimenticati, dove la malvagia Maga, loro sovrana (la quale vuole i draghi per acquisirne il potere, l'energia e diventare invincibile ed immortale), le ha nascoste.
I tre si ritrovano in un mondo diverso dal loro, in cui i draghi avevano vissuto per molto tempo ma da cui erano poi misteriosamente scomparsi circa mille anni prima. Inizia quindi un lungo viaggio attraverso i vari paesi e i luoghi che compongono questa variopinta regione, dove aiutando diversi individui a capo di alcuni mondi, salvando tutte le uova lì nascoste e liberando altri personaggi che lo aiuteranno lungo il percorso, il draghetto passerà di luogo in luogo per compiere la sua lunga quanto difficile missione. Infatti, quando Spyro avrà sbloccato il personaggio in ognuno dei 5 mondi, le persone per farlo viaggiare costruiranno per lui dei mezzi necessari per passare di mondo in mondo. Bianca dopo qualche tempo si accorgerà di ciò che la sua padrona desidera veramente dai draghi e inizierà a prendere in considerazione l'eventualità di diventare alleata del nostro eroe e di aiutarlo nella sua battaglia.
Intanto Hunter cade in una trappola al Lago della Sera e finisce in gabbia. Mentre Spyro continua però imperterrito la sua marcia attraverso i Mondi Dimenticati, Bianca va a fare visita al ghepardo e gli racconta di come sia stata la Maga, mille anni prima, ad aver fatto scomparire i draghi da quei luoghi, senza rendersi conto che così facendo si sarebbe privata di buona parte della sua magia. Quando però si accorse di quello che aveva fatto, la terribile strega decise di catturare le uova rimaste, per recuperare tutta la magia perduta. Dopo qualche tempo, Bianca, che ha scoperto che la Maga vuole uccidere i cuccioli di drago per usare le loro ali perché ingrediente per l'incantesimo che le darebbe l'immortalità, si ribella alla sua padrona, libera Hunter e scappa con lui.
Il primo scontro con la Maga ha luogo nel Monte di Mezzanotte, ma ella sopravvive e rapisce l'ultima delle 150 uova. Bianca e Hunter si innamorano, mentre Spyro e Sparx raggiungono insieme la Maga nell'ultimo mondo, una montagna innevata, in cui si preparano allo scontro finale. I nostri eroi riescono nel loro intento e portano a casa le 150 uova sane e salve, mentre l'ultima di esse si schiude, facendo nascere due gemelli, Yin e Yang.

## Modalità di gioco

### Obiettivi
Spyro: Year of the Dragon è un videogioco di avventura e azione 3D in terza persona ed il suo gameplay è leggermente diverso da quello dei suoi predecessori. L'obiettivo principale del gioco è, infatti, quello di trovare 20000 diverse gemme e le 150 uova di drago che la malvagia Maga ha rubato e che ha nascosto in vari luoghi nei Mondi Dimenticati (Forgotten Realms in lingua originale inglese). Queste ultime possono essere conquistate trovandole nei livelli o vincendole come premio nei minigiochi o pagando in gemme a Riccone e saranno necessarie per sbloccare i livelli successivi e andare quindi avanti nel gioco.
I 37 livelli, che rappresentano anche i territori del cammino di Spyro, sono a loro volta "raggruppati" in quattro mondi speciali detti "Case", la Casa della Fonte Estiva (Sunrise Spring), la Casa del Giardino del Sole (Midday Gardens), il Lago della Sera (Evening Lake) e il Monte di Mezzanotte (Midnight Mountain), livelli speciali in cui i nemici non sono presenti ed in cui si trovano i portali di ciascun livello contenuto nella Casa. Per completare una casa e passare quindi a quella successiva, Spyro dovrà portare con sé alcuni personaggi dai livelli in cui è stato che lo aiuteranno a partire, costruendo un mezzo di trasporto. Il draghetto dovrà salire su questo e volare verso la sua nuova destinazione (la casa successiva). Quando si dirige verso una casa appena sbloccata, sarà costretto ad affrontare un boss molto più forte dei suoi normali nemici che riuscirà ad intercettare Spyro in una particolare arena.
All'arrivo in ogni Casa, Spyro viene salutato da Bianca, che nelle prime occasioni si mostra determinata a sconfiggerlo ma nella Casa del Monte Mezzanotte al contrario cerca di aiutarlo, fornendogli indicazioni su come riuscire a sconfiggere la Maga.
Come molti altri videogiochi che per completare un livello richiedono abilità speciali, anche in questo sarà spesso necessario tralasciare alcune sfide e tornare quando si saranno sbloccati i personaggi necessari. Il giocatore non dovrà quindi per forza completare del tutto un livello la prima volta che lo visita, ma potrà ritornarci e finirlo quando più ne avrà voglia, grazie alla possibilità di viaggiare liberamente attraverso i Mondi Dimenticati, utilizzando il mezzo di trasporto al momento disponibile (inizialmente una mongolfiera, poi una trottola volante ed infine un razzo). Inoltre, una volta completato l'ultimo livello di Sparx, il giocatore potrà viaggiare direttamente da un livello all'altro utilizzando l'Atlante, una sorta di catalogo presente nel menu di pausa in cui sono elencati tutti i livelli del gioco e i dati relativi ad essi.
Le gemme, invece, sono nascoste anche all'interno di giare o varchi apribili solo con particolari abilità, e quindi non collezionabili alla prima visita. Esse hanno un diverso valore che può variare da 1 a 25, possono essere usate per pagare pedaggi e riscatti e contribuiscono alla percentuale di completamento del gioco, che arriva al 117%.

### Il protagonista

#### Gestione dei punti ferita e delle vite
Per la maggior parte di Year of the Dragon il giocatore controlla il personaggio di Spyro, la cui vita è misurabile tramite il cambiamento di colori del suo amico e compagno di viaggi, la libellula Sparx. Essa infatti inizialmente si presenterà dorata, poi, una volta colpita, blu, in seguito verde e poi scomparirà, lasciando il draghetto da solo. A questo punto se egli sarà colpito nuovamente, morirà, perdendo una vita e ricominciando dal luogo dove la fata Zoe lo ha colpito con la sua bacchetta magica, il che può accadere in diversi punti di ciascun livello. Se Spyro perderà tutte le vite, morirà definitivamente, ricominciando nella casa di appartenenza del livello. Per rigenerare Sparx, Spyro dovrà colpire dei piccoli animaletti che uccisi genereranno delle farfalle, cibo preferito della libellula.

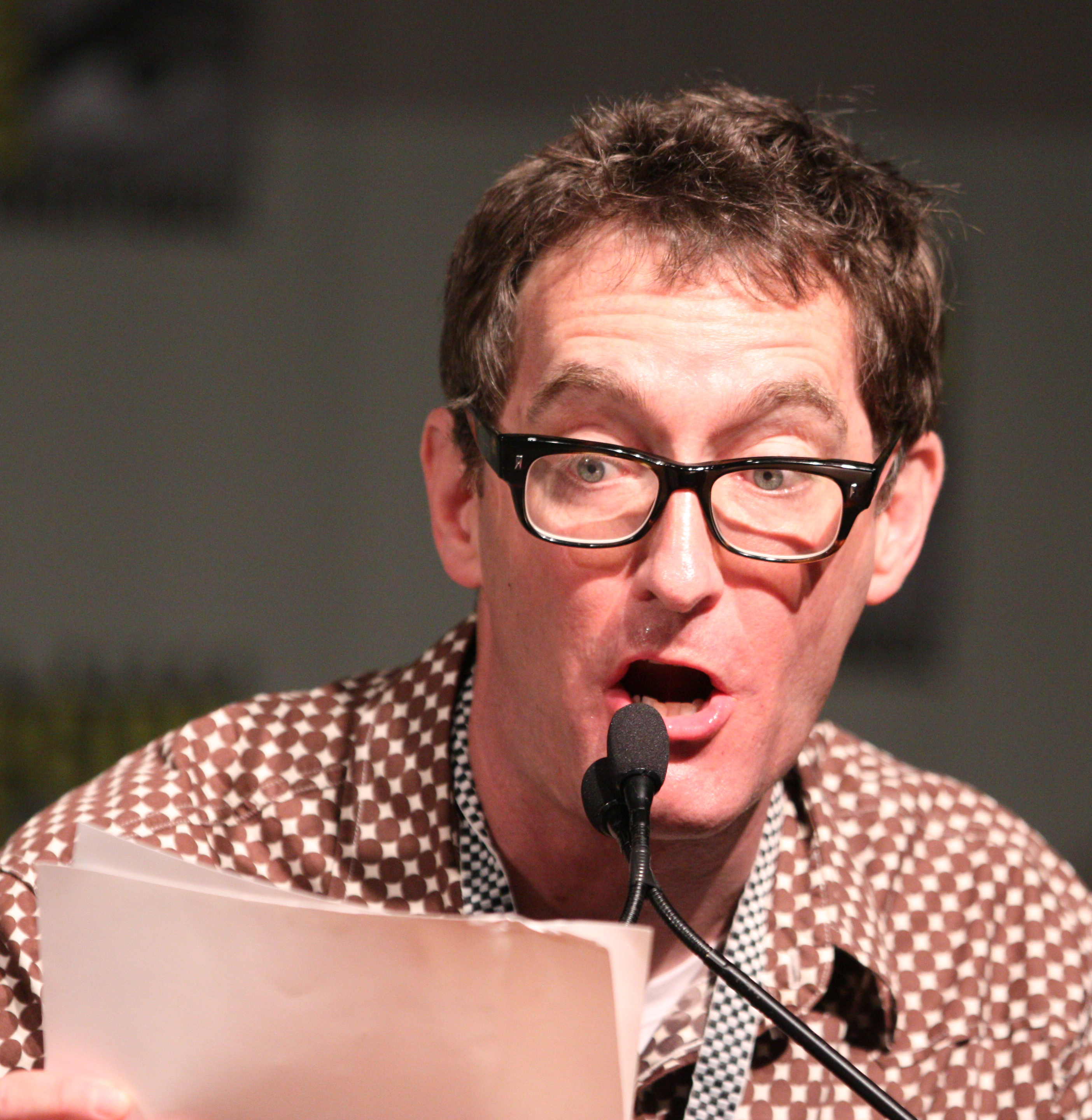
Tom Kenny, doppiatore originale di Spyro

Si possono guadagnare vite in tre modi diversi:
- Il primo consiste nel trovare, ogni sette uccisioni dei piccoli animaletti che forniscono il foraggio per Sparx, una farfalla speciale che, una volta mangiata dalla libellula, donerà al giocatore una vita in più.[17]
- Il secondo consiste nell'infrangere, col fuoco o con la cornata, una giara di cristallo contenente la farfalla speciale di cui sopra.
- Il terzo consiste nel compiere determinate azioni (come distruggere una parete nascosta, battere un record in una competizione, premere un pulsante quasi invisibile o disporre determinati oggetti in una sequenza particolare...) e sbloccare quindi una farfalla speciale. Mano a mano che le varie occasioni per sbloccare i punti abilità in ciascun livello verranno scoperte, esse saranno elencate in un'apposita sezione nell'Atlante del gioco e permetteranno di vedere l'Epilogo, simpatiche vignette che narrano gli eventi successivi al gioco.[14]

#### Abilità
Il drago viola presenta diverse abilità, tra cui caricare i propri nemici, nuotare, tuffarsi, planare, arrampicarsi, sputare fuoco e ghiaccio: tutte possono essere utilizzate per esplorare i mondi o per attaccare i propri nemici, soprattutto i rinoc (Rhynocs in inglese), soldati al servizio della Maga, ma anche animali e creature fantastiche, molte delle quali sono vulnerabili solamente ad alcuni poteri. Inoltre, Spyro può passare attraverso tre diversi tipi di porte magiche che gli danno dei poteri speciali entro un limite di tempo: la prima lo fa volare liberamente, la seconda aumenta notevolmente la sua potenza di fuoco e la terza gli dà l'immunità ai colpi degli avversari.

### Personaggi secondari giocabili

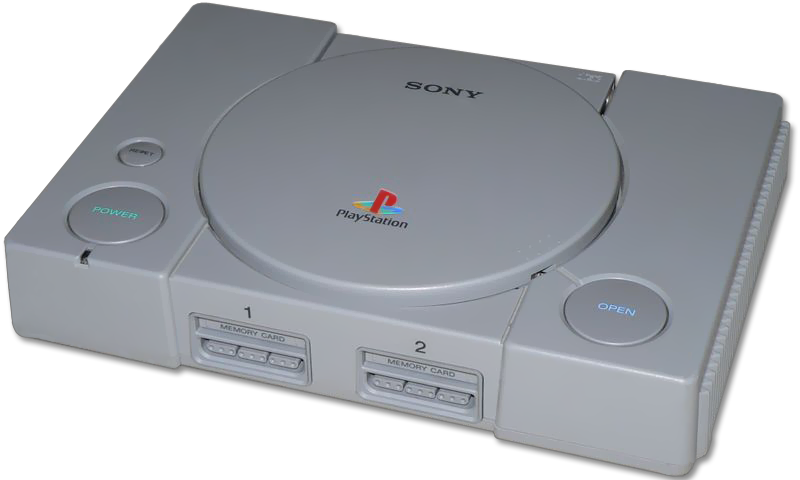
Una console PlayStation

Il gioco introduce inoltre dei personaggi considerati come una sorta di "piccoli animali domestici", che vengono sbloccati da Spyro nel corso del gioco pagando un riscatto in gemme a Riccone (Moneybags), un orso affarista a cui la maga ha affidato alcune sue prede. Essi sono giocabili in un loro proprio livello, un mondo che devono liberare e in alcune aree dei livelli di Spyro, solitamente dei minigiochi. Questi personaggi sono sbloccabili uno per ogni casa, contribuiscono alla creazione del mezzo che trasporterà il draghetto in quella successiva ed hanno dei loro propri poteri ed attacchi speciali. È perciò necessario sbloccarli per aiutarli e quindi proseguire all'interno del gioco.
Il primo di questi è Sheila il Canguro, che, ad esempio, può compiere salti altissimi e colpire i suoi nemici con le sue zampe, mentre il secondo, il sgt. Byrd può volare per un tempo illimitato e sparare con l'ausilio di due lanciarazzi sulle sue spalle. Bentley, il terzo, è uno yeti armato di una clava che ripone solo per indossare dei guantoni da boxe e l'ultimo, la scimmia Agente 9 è un agente speciale (ex allievo del Professore, amico di Spyro) in grado di usare una pistola laser e di lanciare delle bombe a mano.
Anche il giaguaro Hunter diventa giocabile:

Nei livelli di volo è solitamente nascosto in anfratti. Quando viene trovato da Spyro si propone di eliminare degli UFO pilotati da pecore, con l'ausilio di diversi macchinari volanti.

#### Livelli di Sparx
Anche la piccola libellula Sparx diventa un personaggio giocabile in Year of the Dragon. È infatti controllabile in quattro livelli (uno per ogni Casa) sbloccabili dopo aver sconfitto il boss di una delle quattro mappe, in cui dovrà affrontare insetti o stelle marine e sconfiggere il boss alla fine per salvare l'uovo di drago del livello. Sparx può caricare come Spyro, sparare e muoversi lateralmente, e può recuperare energia o ottenere potenziamenti mangiando le farfalle, ma se tocca un nemico, subirà danni cambiando colore ogni due colpi, e se viene colpito per sei volte, morirà. Se ciò accade, non si perderanno delle vite, ma la libellula ritornerà dall'ultima volta che ha incontrato Zoe. Se riuscirà a superare il livello, Sparx sbloccherà alcune abilità extra che saranno molto utili nel corso del gioco:
- al termine del livello Allevamento di Gamberi, Sparx potrà muoversi più rapidamente e potrà raggiungere anche alcune gemme più lontane.
- con Ragnopoli, durante una sessione normale del gioco, premendo contemporaneamente i tasti L1,L2,R1 e R2, Sparx potrà indicare a Spyro la direzione verso cui sono presenti le gemme che non ha ancora trovato.
- con la Scogliera delle Stelle Marine, Sparx guadagnerà un punto ferita extra (nel quale sarà avvolto da un bagliore giallo) grazie al quale sarà più difficile farlo scomparire e permettendogli di incassare un colpo in più per Spyro, garantendogli così più protezione.
- infine, completando la Fabbrica degli Insetti Robot, il giocatore potrà muoversi direttamente da un qualsiasi livello ad un altro tramite l'Atlante, nel menu di pausa del gioco. Potrà anche aprire automaticamente per Spyro i forzieri metallici o di legno contenenti gemme quando il drago sarà abbastanza vicino ad essi.

### Aree e minigiochi
In Year of the Dragon si trovano alcuni minigiochi, presenti in diverse piccole aree dei livelli, alcuni dei quali, introdotti in Gateway to Glimmer, sono stati semplicemente implementati, mentre altri erano nuovi per la serie. Questi sono giocabili da Spyro o dagli altri personaggi, e includono prove di skateboard, boxe, battaglia navale, pilotaggio di aeroplani, imbarcazioni e sottomarini, corse di ogni genere, giochi di logica come puzzle o sparatutto in prima persona. Se il giocatore completerà queste aree con successo riceverà in premio un uovo.

## Sviluppo

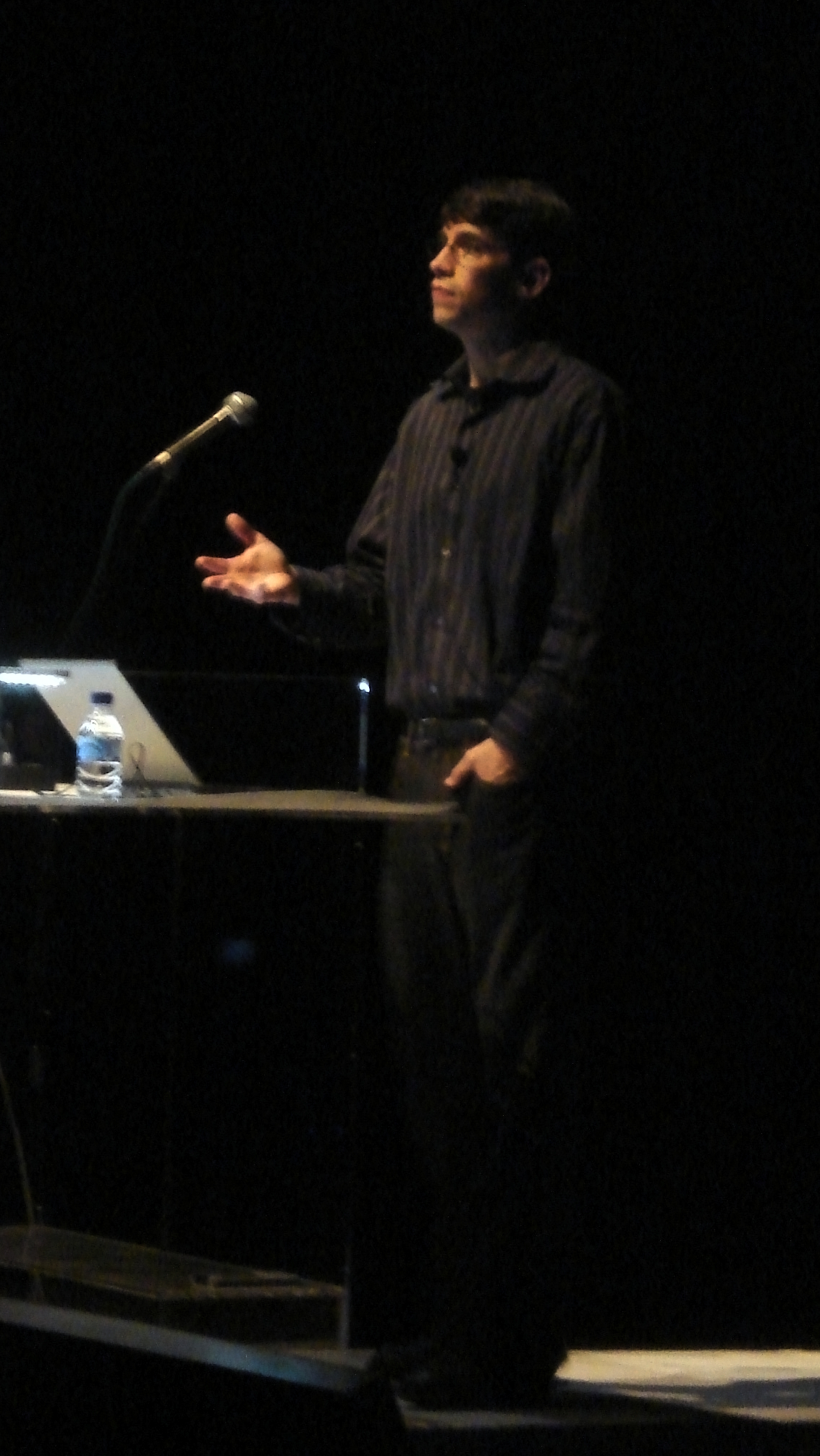
Ted Price, uno degli sviluppatori di Spyro: Year of the Dragon

Lo sviluppo di Year of the Dragon durò circa dieci mesi, durante i quali il team di produzione fu influenzato da diversi altri giochi, tra i quali Doom e Crash Bandicoot. Tra le sue nuove ed importanti caratteristiche era presente anche l'"Auto Challenge Tuning", un sistema che, come spiegò l'amministratore delegato di Insomniac Games, Ted Price, è in grado di regolare automaticamente le difficoltà del gioco a seconda delle abilità suo giocatore, in modo tale che nei vari punti di Year of the Dragon non ci fossero, per videogiocatori di diversi livelli e abilità, problemi relativi alle difficoltà riscontrate in una missione piuttosto che in un'altra. I livelli presenti vennero progettati per essere molto più vasti rispetto a quelli del suo predecessore, cosicché molte più aree e minigiochi poterono essere aggiunti. Inoltre, onde evitare che i giocatori potessero perdersi nei meandri del gioco, esse vennero rese accessibili soltanto dai livelli di appartenenza e non direttamente dalle Case. Price aggiunse anche che la presenza di personaggi secondari era un modo di rendere il gioco più divertente e vario, oltre al fatto che con questi si aggiungevano anche le loro rispettive abilità speciali. Il gioco venne intitolato Year of the Dragon anche perché sviluppato per lo più nel corso del 2000, l'anno del Drago nello zodiaco cinese.
In anteprima, pubblicazioni come IGN e GameSpot fecero notare come la grafica era stata notevolmente migliorata e come fossero stati aggiunti diversi nuovi personaggi, controllabili e non, e nuovi luoghi. Inoltre, vennero presentati anche gli stessi minigiochi che IGN commentò dicendo che il loro livello di difficoltà non arrivava a livelli tali da far sì che essi potessero essere considerati parte integrante del gameplay di Year of the Dragon, che veniva, rispetto a questi, considerato molto più difficile. In una sua intervista a GameSpot, Price dichiarò come l'enfasi del titolo servisse ad attirare molto l'attenzione anche sugli altri personaggi, ma che il draghetto non avrebbe comunque avuto un ruolo di secondo piano. Il gioco venne reso più sicuro anche sul campo della protezione da eventuali crack, in aggiunta alla semplice protezione da copia presente nei capitoli precedenti della saga. Questo impedì anche agli hacker più esperti di violare il software di Year of the Dragon almeno fino a due mesi dopo la sua pubblicazione, quando fu la Paradox a pubblicare una versione pirata del gioco completamente funzionante, ringraziando Insomniac per la sfida.
Malgrado il gioco si preannunciasse come un grandissimo successo per Insomniac, da tempo l'industria californiana aveva già deciso che questa sarebbe stata l'ultima avventura del draghetto da loro creata e sviluppata. Price spiegò questa decisione soprattutto col fatto che non avrebbero letteralmente saputo che altro inventarsi di nuovo con questo personaggio e dichiarando che dopo cinque anni passati a produrre avventure più o meno simili per una stessa serie, lo staff desiderava trovare qualcosa di nuovo e divertente da realizzare. Il draghetto venne perciò affidato alla Sierra Entertainment, società che sarà produttrice di tutti i suoi sequel futuri, mentre Insomniac continuerà producendo le saghe di Ratchet & Clank e Resistance, riscuotendo con entrambe un grande successo.

### Colonna sonora

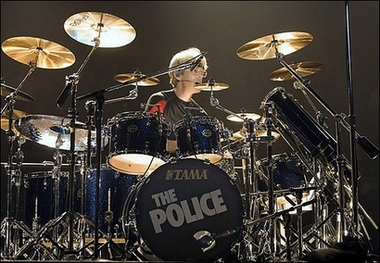
Stewart Copeland in concerto a Marsiglia nel 2008

La colonna sonora del gioco è stata curata e composta da Stewart Copeland, noto batterista del gruppo The Police. Durante un periodo di pausa preso dalla band, infatti, Copeland compose diverse colonne sonore per film e videogiochi, tra cui alcune anche per i precedenti capitoli della saga. Price commentò il suo lavoro definendolo come il suo migliore in assoluto. Nel corso di un'intervista, inoltre, il batterista dichiarò che prima di iniziare a comporre cercava ogni volta di affrontare, esplorare e finire ciascun livello del gioco, per avere una buona idea dell'atmosfera dominante nel luogo dove esso era ambientato. Copeland dovette tenere conto anche del fatto che la colonna sonora avrebbe dovuto essere piacevole da ascoltare e invogliare il giocatore ad affrontare i vari livelli; il suo obiettivo era, dunque, quello di far sì che ai giocatori non sembrasse molto ripetitivo il fatto di riascoltare ogni volta lo stesso brano nello stesso posto, introducendo diverse armonie e tonalità più basse. Modificò così leggermente il sistema compact disc per la PlayStation, in modo tale che i suoi brani audio non subissero modifiche e non si "rovinassero" una volta pubblicati sul mercato; infine, registrò e mixò interi concerti di orchestre quando le circostanze richiesero l'uso di brani audio diversi, per poi inserirli nel gioco.

## Accoglienza
| Testata                            | Giudizio |
| ---------------------------------- | -------- |
| GameRankings (media al 09-12-2019) | 90,59%   |
| Metacritic (media al 24-05-2020)   | 91/100   |
| AllGame                            | 4,5/5    |
| Game Revolution                    | A-       |
| GameSpot                           | 8,4/10   |
| IGN                                | 9,1/10   |
| PSM                                | 9/10     |
| Games Master                       | 60%      |

Alla sua uscita, Year of the Dragon poté contare su molte critiche positive, tanto che le medie attuali dei voti fornite da GameRankings e da Metacritic equivalgono al 91% di voti positivi. Inoltre sempre secondo GameRankings si è classificato al diciannovesimo posto nella classifica dei migliori giochi per PlayStation di tutti i tempi, vendendo più di due milioni di copie nei soli Stati Uniti.
GameSpot dichiarò che il gioco, benché non beneficiasse di rilevanti cambiamenti rispetto ai precedenti capitoli, valeva la pena di essere acquistato, grazie al suo contenuto a base di nuovi personaggi giocabili, di una grafica decisamente più dettagliata e della grande varietà di minigiochi. IGN lo recensì positivamente per il fatto di essere adatto a tutte le età, grazie alla diversità dei livelli e alle caratteristiche dei personaggi. Game Revolution dichiarò che anche se il gioco in sé prometteva soltanto un altro sequel poco significativo della saga, la sua trama non presentava un minimo difetto e il giocatore ci si poteva immergere completamente. GamePro fece invece notare come l'abilità di Year of the Dragon di obbligare i giocatori a elaborare diverse soluzioni per superare le difficoltà da esso imposte era un eccellente punto di forza per il gioco stesso. La rivista Next Generation Magazine di Kevin Rice formulò all'ultimo capitolo della trilogia di Spyro una delle recensioni più positive, partendo dall'alto livello del design, passando per i controlli intuitivi fino ad arrivare ad una grafica eccellente, definendolo come il miglior episodio delle avventure del draghetto e il miglior gioco per PlayStation di sempre.
Le musiche composte da Stewart Copeland riscossero generalmente un buon consenso del pubblico, ma anche in questo caso le critiche non mancarono. Ciò nonostante pubblicazioni come PSXExtreme scrissero come la musica aiutasse a immergersi nell'atmosfera di ogni mondo, e Allgame si mostrò sicura che Insomniac dovesse essere stata per forza raccomandata per avere una colonna sonora firmata da un musicista di tale importanza. Altri, come Joseph Parazen di Game Revolution la criticarono dicendo che "questi brani mi sono suonati molto simili a quelli sentiti in ogni videogame in stile cartone animato 3D a cui avessi mai giocato". Altri commenti positivi riguardarono soprattutto le voci degli attori e lo sviluppo dei vari personaggi. Tra le critiche peggiori al di fuori della trama si ricordano soprattutto quelle sulle difficoltà riscontrate nel movimento della telecamera, che rendeva quindi più complicato il controllo sui personaggi e gli ingiustificati attacchi dei nemici. Alcuni, infine, dichiararono che il gioco assomigliava troppo ai suoi predecessori, con una simile trama e dei simili obiettivi.

## Remake
Il 13 novembre 2018 è stato pubblicato per PlayStation 4 e Xbox One (e il 3 settembre 2019 su Nintendo Switch e PC) un remake del gioco e dei suoi 2 prequel chiamato Spyro: Reignited Trilogy.